# 站西路
站西路，安徽省合肥市的一条东北-西南向道路，因位于合肥火车站西侧的得名，是合肥站南广场的重要疏解道路之一。道路北起站前路，经临泉路后止于北一环路。沿路有合肥市残疾人联合会、新亚汽车站等。